# Andrew Henderson (scrittore)
Andrew Henderson (1710 circa – Roxburghshire, 1775) è stato uno scrittore e drammaturgo scozzese.

## Biografia
Tra il 1731 e il 1735 frequentò il Marischal College di Aberdeen, ottenendo il diploma di Master of Art. Nel gennaio 1748 pubblicò una relazione sull'insurrezione giacobita del 1756-46, intitolato The History of the Rebellion, 1745 and 1746.
Nel 1752 scrisse una tragedia intitolata "Arsinoë or the incestuous marriage", nella quale si rappresentava il matrimonio del re di Macedonia Tolomeo Cerauno con Arsinoe II ed il successivo assassinio dei figli della regina.
Nel 1766 pubblicò The life of William Augustus, Duke of Cumberland, uno scritto che tesseva le lodi di Guglielmo Augusto di Hannover, duca di Cumberland e che lo portò per questo in controversia con Tobias Smollett. Nell'opera Dissertation on the Royal Line of Scotland del 1771 attaccò la Storia della Scozia dello storico William Guthrie.
Viene descritto dagli storici come uno scozzese "estremamente patriottico".